# アルノ・フェルシューレン
アルノ・フェルスフーレン（Arno Verschueren、1997年4月8日 - ）は、ベルギー・アントウェルペン州リール出身のサッカー選手。ポジションはミッドフィルダー。

## クラブ経歴
2014年8月9日、ベルギー・プロ・リーグのワースラント=ベフェレン戦にてプロデビューを果たした。